# Karolína z Manderscheid-Blankenheimu
Karolína z Manderscheid-Blankenheimu (německy Karoline von Manderscheid-Blankenheim, 13. listopadu 1768, Kolín nad Rýnem – 1. března 1831, Vídeň) byla kněžna z Lichtenštejna díky sňatku s Aloisem I. z Lichtenštejna, vládnoucím knížetem.

## Život

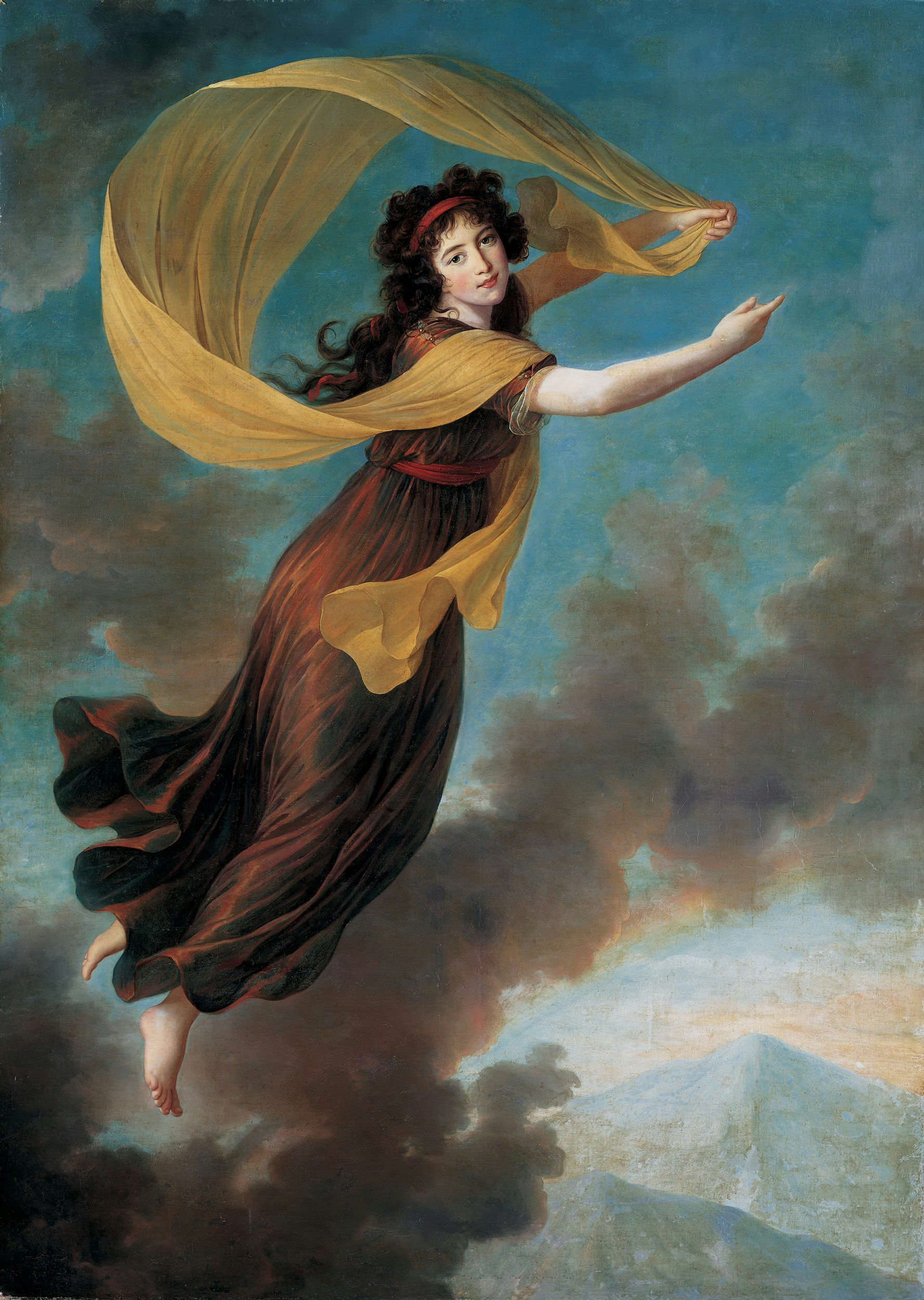
Karolína z Manderscheid-Blankenheimu jako Iris. Malba od Élisabeth Vigée-Lebrunové.

Karolína byla dcera hraběte Jana Viléma z Manderscheid-Blankenheimu a hraběnky Johany Maxmiliány Františky z Limburg-Stirum.
16. listopadu 1783 se provdala za panujícího lichtenštejnského knížete Aloise I., se svým manželem však neměla žádné děti.
Zato však porodila dvě děti svému dlouhodobému milenci, kapitánovi císařské armády, Franzi z Langendoncku - dceru a syna Karla Ludvíka (* v létě 1793 - po roce 1868), který byl majitelem panství Diváky a Boleradice na Jižní Moravě.
V roce 1805 její manžel zemřel a na knížecím trůnu jej vystřídal jeho bratr Jan I. Josef.
Zbytek svého života Karolína prožila převážně ve Vídni.